# Robert Hamner
Pour l’article homonyme, voir Hamner.
Robert Hamner est un scénariste et producteur américain né le 7 juillet 1928 décédé le 25 avril 1996 à Los Angeles (États-Unis).

## Filmographie

### comme scénariste
- 1960 : 13 Fighting Men
- 1961 : The Long Rope
- 1968 : Hawaï police d'État ("Hawaii Five-O") (série télévisée)
- 1971 : Cannon ("Cannon") (série télévisée)
- 1973 : Barnaby Jones (série télévisée)
- 1974 : Section 4 ("S.W.A.T.") (série télévisée)
- 1974 : La Planète des singes (Planet of the Apes) (série télévisée) : épisode «Le Testament» («The Legacy»)
- 1975 : You Lie So Deep, My Love (TV)
- 1978 : The Other Side of Hell (TV)
- 1979 : Dallas Cowboys Cheerleaders (TV)
- 1979 : When Hell Was in Session (TV)
- 1981 : The Million Dollar Face (TV)
- 1989 : The Contest (TV)

### comme producteur
- 1961 : The Long Rope
- 1965 : A Man Called Shenandoah (série télévisée)
- 1965 : Match contre la vie (Run for Your Life) (série télévisée)
- 1979 : Dallas Cowboys Cheerleaders (TV)
- 1979 : When Hell Was in Session (TV)
- 1980 : Dallas Cowboys Cheerleaders II (TV)
- 1980 : Fugitive Family (TV)
- 1981 : The Million Dollar Face (TV)
- 1981 : Margin for Murder (TV)
- 1982 : Portrait of a Showgirl (TV)
- 1983 : Malibu (TV)
- 1984 : Anatomy of an Illness (TV)
- 1988 : Blue Skies (série télévisée)
- 1989 : The Contest (TV)